# Лакринги
Лакринги — германское племя, о котором говорит Дион Кассий в своей «Римской истории», излагая события 169— 170 гг. н. э., и которое упоминается в жизнеописании Марка Аврелия (гл. 22, 1) и у Петра Патрикия.
Дион Кассий сообщает, что в 169 году лакринги вместе с астингами прибыли в Паннонию на помощь Марку Аверелию, ведущему Маркоманскую войну: «Прибыли также еще астинги и лакринги на помощь Марку. Астинги, которыми предводительствовали Рай и Рапт, пришли в Дакию в надежде там поселиться и получить за союз деньги и область. Не получив этого, они доверили своих жён и детей Клеменсу, как будто с целью силой оружия завладеть областью костубоков, а победив их, они нисколько не меньше беспокойства причинили и самой Дакии. Лакринги побоялись, как бы Клеменс, испугавшись и их, не вселил тех [т. в. астингов] в землю, которую они сами [т. е. лакринги] населяли, неожиданно напали на астингов и достигли такого большого успеха, что те больше не могли предпринять враждебных действий против римлян. [Лакринги] попросили у Марка больших денег, конечно, их от него получили и потребовали область, за то, что нанесли поражение его врагам. Они исполнили то, что обещали. Котины дали сходные с ними обещания, приняли Таррутэния Патерна, заведывавшего его латинской перепиской, и как будто собирались в союзе с ним идти на маркоманов, но не только не сделали этого, но ещё страшно навредили ему самому, после чего были уничтожены».
Больше о лакрингах ничего не известно. Рудольф Мух отождествлял лакрингов с марсингами (Marsingri, Germ. 43), жившими изначально на средней Мораве, а в этих последних «можно видеть крайний южный авангард вандальского племени».